# グリーゼ892
| 太陽 | グリーゼ892 |
| ---- | ----------- |
| 太陽 | Exoplanet   |

グリーゼ892(Gliese 892)は、カシオペヤ座にある主系列星である。HR 8832やHD 219134とも呼ばれる。太陽よりも小さくて光度が低いスペクトル型K3Vの恒星であり、橙赤色に輝く。グリーゼ892は比較的太陽系に近く、距離は21.25光年と推定されている。この恒星は、裸眼で見える限界に近い視等級である。
この恒星は、106.6″離れた位置に9.4等級の伴星を伴っている。

## 惑星系
グリーゼ892の周囲には、6つの既知の太陽系外惑星が公転していることが知られている。惑星bは、大きさ（地球半径の1.6倍）と密度（1立方センチメートルあたり6.4 g）に基づいて、岩石質のスーパーアースであるとされている。さらに3つの太陽系外惑星（1つのスーパーアース（cと指定され、後に岩石質であることが判明）、1つの天王星型惑星（d）、及び1つの木星型惑星（e））は、2015年にMotalebiらによってHARPS-Nのドップラー分光法を用いた観測データから推定された。2か月後、スティーブン・ボーグトらはグリーゼ892系に関する論文を発表し、6つの惑星の解を発見した。b、c、dはMotalebiらが発見した惑星に対応し、fとgは新しい惑星、hはMotalebiらが発見したeに対応しているが、推定パラメータが異なり、より正確である。
グリーゼ892の惑星系に関しては、いくつかの独立した研究が行われてきたが、その結果の一部は矛盾している。2017年3月の時点では、この恒星には少なくとも5つの惑星があることが知られており、そのうち2つ（bとc）はトランジットを起こす岩石質のスーパーアースであることが知られている。2016年の研究では、fに対応するドップラー分光法で検出された信号は恒星活動によって引き起こされている可能性があると示唆されたが、後に2017年と2021年の研究によって惑星によるものであると確認された。惑星gはその後の研究では報告されておらず、2020年の研究では、主張されている94日周期の惑星の証拠は見つからず、代わりに192日周期であることが判明した。
| 名称 （恒星に近い順） | 質量                | 軌道長半径 （天文単位）  | 公転周期 (日)               | 軌道離心率         | 軌道傾斜角    | 半径                  |
| --------------------- | ------------------- | ------------------------ | --------------------------- | ------------------ | ------------- | --------------------- |
| b                     | 4.74±0.19 M⊕        | 0.03838±0.00044          | 3.092947+0.000076 −0.000079 | 0.063+0.070 −0.045 | 85.008±0.091° | 1.533+0.097 −0.078 R⊕ |
| c                     | 4.36±0.22 M⊕        | 0.06466+0.00074 −0.00073 | 6.76406+0.00093 −0.00076    | 0.16+0.12 −0.11    | 87.304±0.059° | 1.507+0.074 −0.060 R⊕ |
| f                     | ≥7.72+0.73 −0.70 M⊕ | 0.1453+0.0017 −0.0016    | 22.7945+0.0047 −0.0056      | 0.072+0.078 −0.051 | —             | ≥1.31±0.02 R⊕         |
| d                     | ≥16.4±1.0 M⊕        | 0.2345±0.0027            | 46.734±0.012                | 0.077+0.055 −0.050 | —             | ≥1.61±0.02 R⊕         |
| g                     | ≥15.3±1.59 M⊕       | 0.603±0.001              | 192.0+0.5 −0.4              | 0.16±0.1           | —             | —                     |
| h（e）                | ≥97.9±4.4 M⊕        | 2.968±0.037              | 2104+16 −17                 | 0.025+0.027 −0.018 | —             | —                     |

### ハビタブルゾーン
グリーゼ892の保守的なハビタブルゾーン（CHZ）は、0.516 au から0.948 au の範囲であると推定されている。2024年の時点では、この恒星の周囲を公転する惑星のいずれも、ハビタブルゾーン内を公転していることは確認されていない。gは当初公表されたパラメータに基づくとハビタブルゾーンの内縁よりわずかに内側を公転している可能性があったが、より最近の推定公転周期192日、軌道長半径0.603 au に基づくと、ハビタブルゾーン内を公転している可能性がある。この惑星は地球よりもかなり質量が大きいため、太陽系の天王星型惑星に匹敵する高密度の大気を保持している可能性がある。